# Wil Wheaton

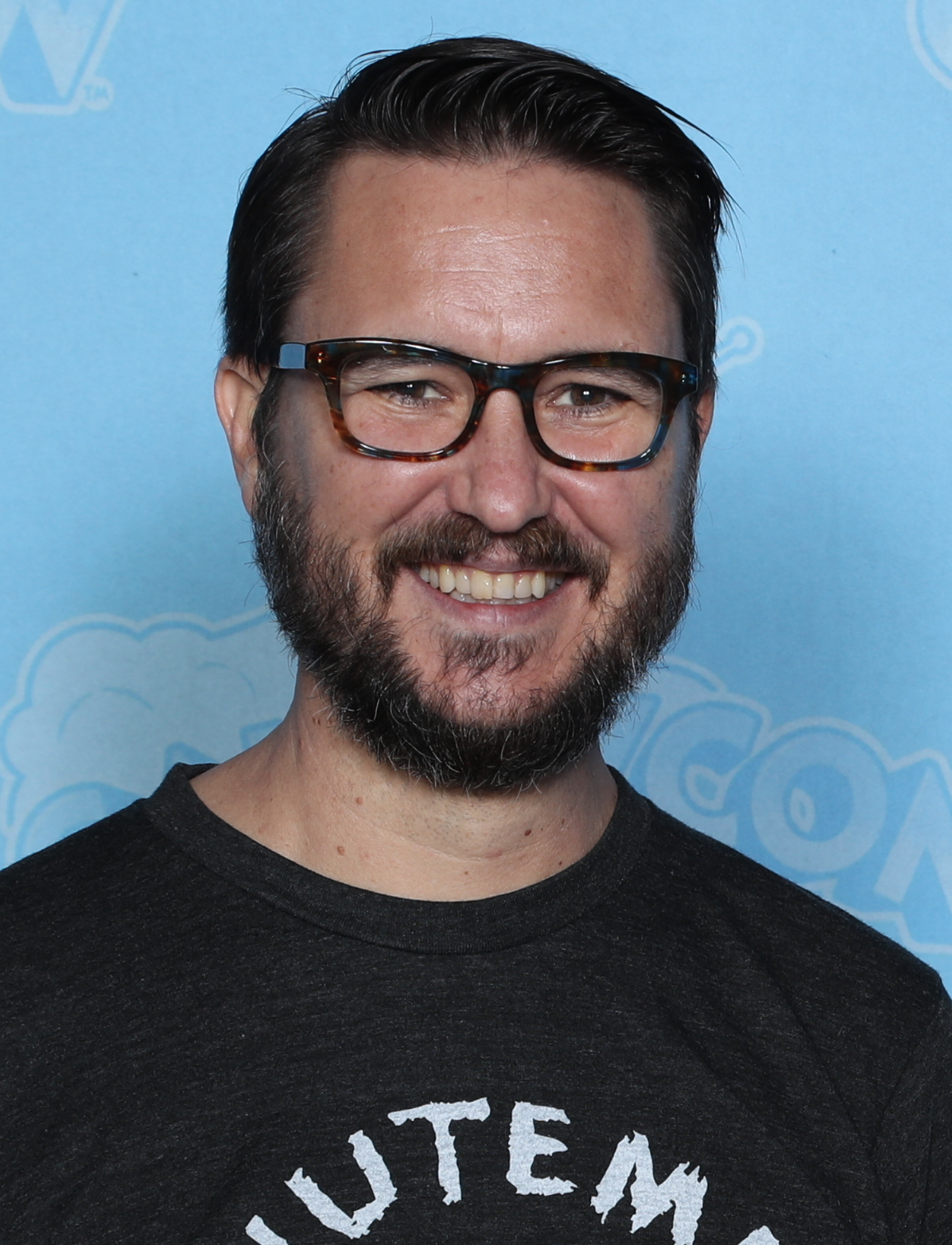
Wil Wheaton (2020)

Richard William „Wil“ Wheaton III (* 29. Juli 1972 in Burbank, Kalifornien) ist ein US-amerikanischer Schauspieler und Schriftsteller. Er begann seine Karriere als Kinderdarsteller.

## Leben
Wheatons Eltern sind die Schauspielerin Debbie und der Medizintechniker Richard William Wheaton. Sein Bruder Jeremy und seine Schwester Amy waren auch als Schauspieler tätig. Wheaton war bereits als Siebenjähriger in Werbespots zu sehen, es folgten erste Nebenrollen und Gastauftritte in Fernsehserien. 1981 spielte er seine erste größere Rolle in dem Fernsehfilm Der lange Weg nach Hause.
Frühe Popularität verdankt Wheaton vor allem der Rolle des Geordie Lachance in dem Film Stand by Me – Das Geheimnis eines Sommers (1985). Ein Jahr später erhielt er die Rolle des Wesley Crusher in der Fernsehserie Raumschiff Enterprise: Das nächste Jahrhundert, die ihn zwar weltweit bekannt machte, zugleich aber beim Publikum der Serie recht unbeliebt war.
Schauspielerisch trat er abgesehen von Stand by Me und Raumschiff Enterprise: Das nächste Jahrhundert kaum in Erscheinung. Seine Arbeit an einer wöchentlich ausgestrahlten Serie war mit Angeboten für andere Filmprojekte wie zum Beispiel Miloš Formans Valmont nicht vereinbar. Verhandlungen über Vertragskonditionen, die ihm neben Star Trek die Arbeit an anderen Projekten ermöglicht hätten, scheiterten.
Dieser Umstand sowie die Tatsache, dass ihm nahestehende Personen aufgrund seines schauspielerischen Talents dazu rieten, führten schließlich dazu, dass er Raumschiff Enterprise: Das nächste Jahrhundert in der vierten Staffel verließ, um andere Schauspielprojekte zu verfolgen. Ab diesem Zeitpunkt trat er bis zum Erscheinen seines Buches Dancing Barefoot (2003) auch nicht mehr auf Star-Trek-Conventions auf.
Allerdings blieben große Rollenangebote nach dem Ausstieg bei Star Trek aus. So verbrachte er die folgenden Jahre in Kansas bei NewTek, die anfangs Software und Hardware zur Videobearbeitung auf dem Computer Commodore Amiga herstellte. Durch seine dortige Arbeit eröffnete sich die Möglichkeit, selbst Filmideen umzusetzen. Nach einer Aufspaltung NewTeks kehrte er nach Los Angeles zurück und versuchte, wieder in der Unterhaltungsindustrie Fuß zu fassen.

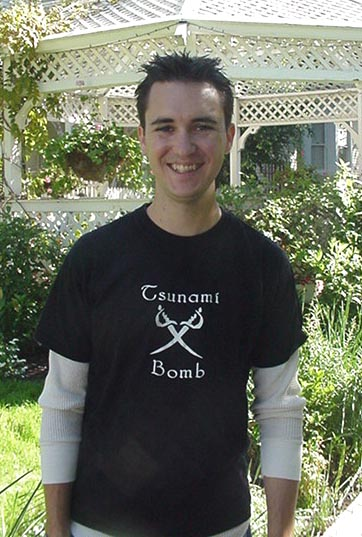
Wil Wheaton (2001)

In den späten 1990er Jahren entdeckte Wil Wheaton den Independent-Film für sich. Verschiedene seiner Filme gewannen Preise: The Good Things, in dem Wheaton einen frustrierten Mautkassierer aus Kansas spielt, wurde beim Deauville Film Festival 2002 als Bester Kurzfilm ausgezeichnet. Außerdem wurde Wheaton beim Melbourne Underground Film Festival 2002 für seine Rolle in Jane White Is Sick And Twisted als Bester Schauspieler ausgezeichnet. Er spielte auch bei einer Star-Trek-Ausgabe der Spielshow The Weakest Link (in Deutschland als Der Schwächste fliegt bekannt) mit und macht Improvisations- und Sketch-Comedy am ACME Comedy Theater in Hollywood. Er gehört zu einer Comedy-/Improvisations-Truppe namens ErnestBorg9, die auf Conventions Comedy zu den Themen Science-Fiction und Geeks macht.
Seine Stimme ist in verschiedenen amerikanischen Hörbüchern sowie beispielsweise in dem Zeichentrickfilm Teen Titans und in dem Computerspiel Grand Theft Auto: San Andreas als Radiomoderator Richard Burns zu hören.
1999 heiratete Wil Wheaton Anne Prince, die zwei Söhne mit in die Ehe brachte.
Wheaton lebt mit komplexer posttraumatischer Belastungsstörung, generalisierter Angststörung und chronischer Depression. Er unterstützt Non-Profit-Organisationen für psychische Gesundheit, um das Bewusstsein für diese Krankheitsbilder zu steigern.
Im Januar 2021 gab Wheaton bekannt, dass er seit fünf Jahren keinen Alkohol mehr konsumiert, nachdem er zuvor jahrelang Alkohol missbraucht hatte.

## Aktivitäten
Wil Wheaton betreibt einen der meistbesuchten Fan-Blogs. Neben seiner Arbeit an seinem eigenen Blog ist er Stammschreiber bei Slashdot sowie Fark und engagierter Mitarbeiter bei der Electronic Frontier Foundation und trat im Zuge der Überwachungs- und Spionageaffäre 2013 im Video „Stop Watching US“ auf. Ebenso steuert er regelmäßig Beiträge zu den Webseiten von Metroblogging in Los Angeles bei. Eine eigene monatliche Kolumne namens Wil Save unterhält er in dem auf Dungeons and Dragons basierenden Magazin Dungeon, in dem er Anekdoten aus seinem Leben in der Rollenspielwelt berichtet. Seit Januar 2005 schreibt er auch eine Kolumne über Videospiele in The Onion.
Im Frühjahr 2003 gründete Wil Wheaton seinen eigenen unabhängigen Verlag Monolith Press und veröffentlichte seine Memoiren unter dem Titel Dancing Barefoot. Die meisten Passagen sind ausführliche Versionen seiner Blog-Einträge. Innerhalb von vier Monaten wurden drei Auflagen dieses Buchs verkauft, sodass O’Reilly Media darauf aufmerksam wurde und mit Wil Wheaton einen Vertrag über drei Bücher schloss. Dancing Barefoot erscheint seitdem bei O’Reilly wie auch sein zweites Werk Just a Geek (erschienen Sommer 2004). Eine Version als Hörbuch ist ebenfalls erhältlich.
Er engagiert sich mittlerweile im Poker-Team PokerStars. Außerdem war er von September 2006 bis September 2007 einer der Moderatoren des englischsprachigen Video-Podcasts InDigital – Your life in Gear. Von 2009 bis 2019 spielte er in der Serie The Big Bang Theory mehrfach sich selbst, wo er selbstironisch mit mehrmaligen Bezügen auf seine Rolle des Wesley Crusher zunächst von der Serienfigur Sheldon Cooper zum Erzfeind erklärt, nach Klärung des dazu führenden Missverständnisses aber später von Sheldon zum Freund befördert wird. In der Serie parodiert er auch sein reales Leben als Vlogger bzw. Organisator von Online-Chats.
Von 2012 bis 2017 moderierte Wheaton die Webserie TableTop auf dem YouTube-Kanal Geek & Sundry, wo er mit diversen Prominenten Brett- und Kartenspiele vorführte.

## Filmografie (Auswahl)

### Schauspieler

#### Filme
- 1981: Der lange Weg nach Hause (A Long Way Home, Fernsehfilm)
- 1983: 13 Thirteenth Avenue (Kurzfilm)
- 1984: Hambone and Hillie
- 1984: Biete Mutter – suche Vater (The Buddy System)
- 1984: Starfight (The Last Starfighter)
- 1986: Flucht in Ketten (The Defiant Ones, Fernsehfilm)
- 1986: Schon verdammt lange her (Long Time Gone, Fernsehfilm)
- 1986: Stand by Me – Das Geheimnis eines Sommers (Stand by Me)
- 1987: Die Jugend des Magiers (Young Harry Houdini, Fernsehfilm)
- 1987: Der Mann, der auf die Erde fiel (The Man Who Fell to Earth, Fernsehfilm)
- 1987: The Curse
- 1988: She’s Having a Baby
- 1991: Boy Soldiers (Toy Soldiers)
- 1991: Eine Frau ohne Vergangenheit (The Last Prostitute, Fernsehfilm)
- 1991: December
- 1993: Vergewaltigt – Jung und schuldig (The Liars’ Club)
- 1995: Mr. Stitch (Fernsehfilm)
- 1995: Love and Terror (It Was Him or Us, Fernsehfilm)
- 1996: Boys Night Out (Kurzfilm)
- 1995: Mr. Traffic (Pie in the Sky)
- 1997: Tales of Glamour and Excess
- 1997: Flubber
- 1998: Abraham Lincoln – Die Ermordung des Präsidenten (The Day Lincoln Was Shot, Fernsehfilm)
- 1998: Fag Hag
- 1999: Foreign Correspondents
- 2000: The Girls’ Room
- 2000: Deep Core – Die Erde brennt (Deep Core)
- 2000: Python – Lautlos kommt der Tod (Python, Fernsehfilm)
- 2001: Speechless… (Kurzfilm)
- 2001: The Good Things (Kurzfilm)
- 2002: Jane White Is Sick & Twisted
- 2002: Fish Don’t Blink
- 2002: Star Trek: Nemesis (Star Trek, Nemesis)
- 2003: Das Todesbuch (Book of Days, Fernsehfilm)
- 2003: Neverland
- 2007: Von Bollywood nach Hollywood (Americanizing Shelley)
- 2010: Loki and SageKing Go to GenCon (Kurzfilm)
- 2014: Sharknado 2 (Sharknado 2: The Second One, Fernsehfilm)
- 2020: Max Reload and the Nether Blasters
- 2020: Rent-a-Pal

#### Serien
- 1982: CBS Afternoon Playhouse (Folge 4x03 The Shooting)
- 1985: Ein Engel auf Erden (Highway to Heaven, Folge 1x15 One Winged Angels)
- 1986: Chefarzt Dr. Westphall (St. Elsewhere, Folge 5x08 Nothing Up My Sleeve)
- 1987: Disney-Land (Disneyland, 1 Folge)
- 1987: Familienbande (Family Ties, Folge 5x25 ‘D’ Is for Date)
- 1987–1994: Raumschiff Enterprise – Das nächste Jahrhundert (Star Trek: The Next Generation, 85 Folgen)
- 1989: Junge Schicksale (ABC Afterschool Specials, Folge 18x01 My Dad Can’t Be Crazy… Can He?)
- 1990: Monsters (Folge 3x08 A Shave and a Haircut, Two Bites)
- 1992: Lifestories: Families in Crisis (Folge 1x04 A Deadly Secret: The Robert Bierer Story)
- 1993: Geschichten aus der Gruft (Tales from the Crypt, Folge 5x07 House of Horror)
- 1994: Lady Cops (Sirens, Folge 2x05 Chasing a Ghost)
- 1996: Outer Limits – Die unbekannte Dimension (The Outer Limits, Folge 2x18 The Light Brigade „Die Superbombe“)
- 1997: Gun – Kaliber 45 (Gun, Folge 1x02 Ricochet)
- 1997: Perversions of Science (Folge 1x08 Snap Ending)
- 1998: The Love Boat: The Next Wave (Folge 1x03 I Can’t Get No Satisfaction)
- 1998: Diagnose: Mord (Diagnosis Murder, Folge 6x06 Alienated)
- 1999: Guys Like Us (Folge 1x12 Good Old Days)
- 1999: Chicken Soup for the Soul (Folge The Wallet)
- 2001: Invisible Man – Der Unsichtbare (The Invisible Man, Folge 1x17 Perchance to Dream)
- 2001: Zweimal im Leben (Twice in a Lifetime, Folge 2x22 The Choice)
- 2002: Arena
- 2002: Biography (Folge Eclipsed by Death: The Life of River Phoenix)
- 2005: CSI: Vegas (CSI: Crime Scene Investigation, Folge 5x17 Compulsion)
- 2007: Numbers – Die Logik des Verbrechens (Numb3rs, Folge 4x09 Graphic)
- 2008: Criminal Minds (Folge 4x04 Abseits der Straße)
- 2009–2011: The Guild (Webserie, 16 Folgen)
- 2009–2012: Leverage (3 Folgen)
- 2009–2019: The Big Bang Theory (17 Folgen)
- 2010–2012: Eureka – Die geheime Stadt (Eureka, 12 Folgen)
- 2015: Con Man (2 Folgen)
- 2015–2016: Dark Matter (2 Folgen)
- 2018: Sona (Folge Mind Control)
- 2019: Supergirl (Folge 5x09 Crisis on Infinite Earths: Part 1)
- 2020: Into the Dark  (Folge Pooka Lives!)
- 2022: Star Trek: Picard (Folge 2x10 Abschied)
- 2022: S.W.A.T (Folge 5x11 Gehackt)

### Synchronsprecher

#### Filme und Serien
- 1982: Mrs. Brisby und das Geheimnis von NIMH (The Secret of NIMH)
- 1993: Die Legende von Prinz Eisenherz (The Legend of Prince Valiant, 4 Folgen)
- 2002: The Zeta Project
- 2003–2005: Teen Titans (6 Folgen)
- 2004: Every Little Something by Dave
- 2005: Super Robot Monkey Team Hyperforce Go! (Folge The Lords of Soturix 7)
- 2006: Naruto (3 Folgen)
- 2006: Avatar: The Last Airbender (Folge City of Walls and Secrets)
- 2007: Naruto Shippuden – The Movie (Gekijô-ban Naruto shippûden)
- 2007: Random! Cartoons (Folge Kyle + Rosemary)
- 2007: PvP: The Animated Series (Folge Precious Moments)
- 2007–2008: Legion of Super – Heroes (6 Folgen)
- 2008–2009: Ben 10: Alien Force (5 Folgen)
- 2009: Slayers (Sureiyâzu, Folge Oh my head!: Atama wa doko da?)
- 2009: Kurokami: The Animation (15 Folgen)
- 2009: Star Trek
- 2009–2010: Batman: The Brave and the Bold (2 Folgen)
- 2009–2010: Family Guy (2 Folgen)
- 2010: Kidô Senshi Gundam Unicorn
- 2010–2012: Ben 10: Ultimate Alien (3 Folgen)
- 2011–2012: RedaKai (5 Folgen)
- 2012–2013: Generator Rex (4 Folgen)
- 2014: Robot Chicken (Folge Batman Forever 21)
- 2014: Ben 10: Omniverse (2 Folgen)
- 2014–2018: Teen Titans Go! (4 Folgen)
- 2015: Titansgrave: The Ashes of Valkana (10 Folgen)
- 2015–2018: Miles von Morgen (Miles from Tomorrowland, 4 Folgen)
- 2016: Powers (3 Folgen)
- 2015: Critical Role (2 Folgen)
- 2016: Fantasy Hospital (10 Folgen)
- 2017: Transformers: Titans Return (3 Folgen)
- 2017: Guardians of the Galaxy (Zeichentrickserie) (Folge Unfortunate Son)
- 2018: Transformers: Power of the Primes (10 Folgen)
- 2018: Teen Titans Go! To the Movies
- 2020: American Dad (Folge Businessly Brunette)
- 2023: Star Trek: Lower Decks (Folge 4x10 Alte Freunde, Neue Planeten)
- 2024: Star Trek: Prodigy (Staffel 2 Hauptbesetzung)

#### Computerspiele
- 2002: Grand Theft Auto: Vice City
- 2004: Grand Theft Auto: San Andreas
- 2004: Everquest 2
- 2008: Grand Theft Auto IV
- 2010: Red Dead Redemption[8]
- 2010: Fallout: New Vegas (Robohirn)
- 2014: Broken Age
- 2015: Codename S.T.E.A.M

## Autobiographische Literatur
- Dancing Barefoot. O’Reilly, 2003, ISBN 0-596-00674-8.
- Just A Geek. O’Reilly, 2004, ISBN 0-596-00768-X.
- Stories of Strength, 2005, ISBN 1-4116-5503-6
- The Happiest Days of Our Lives, 2007, ISBN 0-9741160-2-5
- Memories of the Future. Monolith Press, 2009.
- Still Just a Geek. William Morrow & Company, 2022, ISBN 978-0-06-308047-8